# Robot tronçonneur subaquatique
Le robot tronçonneur subaquatique dit Sawfish harvester  est un outil de bûcheronnage sous-marin conçu et produit par l'entreprise Triton Logging Inc. au Canada. 

## Utilisation
Ce robot submersible est capable de plonger sous l'eau dans les retenues de lacs artificiels afin d'y tronçonner les arbres encore immergés et enracinés sur le fond puis les remonter à la surface. Ceci permet de remonter du bois exploitable et d'éviter que ces troncs ne pourrissent au fond en contribuant éventuellement à l'eutrophisation du milieu ou à l'apparition de zones anoxiques. 
Il s'accroche aux troncs encore debout et les coupe au moyen d'une chaine capable de trancher le bois sous l'eau. Le tronc remonte en surface au moyen d'un ballon gonflable réutilisable apposé par le robot. 
Il s'agit d'un robot massif et lourd, qui est mis à l'eau par une grue à partir d'une barge ou de la berge. 
Il est filaire (raccordé à l'opérateur par un fil). 